# Cromatiàcies
Els Chromatiaceae són la principal família dels bacteris Chromatiales. Viuen generalment en condicions anòxiques sota la llum, però algunes espècies viuen en la foscor sota condicions quimiotròfiques. Es distingeixen pel fet de produir glòbuls de sofre dins les seves cèl·lules. Aquestes són un intermedi en l'oxidació de sulfit, que finalment es converteix en sulfat, i pot servir com a reserva. Els membres d'aquesta família es poden trobar tant en l'aigua dolça com en la salada i són especialment abundant en aigües estancades.
Els Chromatiaceae són la causa que els llacs pobres en oxigen es tornin del color de "sang vermella" com a San Angelo, Texas, USA.
http://www.foxnews.com/scitech/2011/08/02/end-times-texas-lake-turns-blood-red